# Chiesa di Santa Barbara (Gonnosfanadiga)
La chiesa di Santa Barbara è un edificio religioso situato a Gonnosfanadiga, centro abitato della Sardegna sud-occidentale. Consacrata al culto cattolico è sede dell'omonima parrocchia e fa parte della diocesi di Ales-Terralba.
Edificata nel periodo giudicale dove sorgeva precedentemente la chiesa di Sant'Antonio abate, di cui conserva ancora la campana datata 1388. Si tratta della chiesa parrocchiale conosciuta anche come cresia manna, chiesa maggiore, poiché prima e unica chiesa presente nel paese sino ai primi decenni del '900. Interessante la statua di santa Barbara del 1500, santa a cui la chiesa è stata dedicata nel 1700.